# 寺田典城
寺田 広重（てらた ひろしげ、1940年（昭和15年）6月19日 ‐ ）は、日本の政治家。旧姓は小原。旧名は典城。
参議院議員（1期）、秋田県知事（民選第14・15・16代）、秋田県横手市長（2期）、秋田経済法科大学理事長、結いの党副代表、維新の党参議院議員会長などを務めた。また、知事在任中、全国知事会副会長、北海道東北知事会会長を務めた。

## 来歴
秋田県仙北郡大川西根村（現、大仙市）生まれ。秋田県立横手高等学校、早稲田大学第二法学部卒業。横手市の寺田家に婿入りし、石油小売会社テラセキ及び建設会社や創和建設の社長を務める。
1991年、横手市長選挙に出馬し、新人4人が立候補した混戦を制して初当選（現職の千田謙蔵市長は不出馬）。1995年には無投票で再選した。
1997年、秋田県庁職員による食糧費の乱用が発覚し、佐々木喜久治秋田県知事が引責辞任。小沢一郎新進党党首らの要請を受け、秋田県知事選挙に無所属（新進・社民・太陽・公明4党推薦）で出馬し、自由民主党推薦の佐竹敬久、旧民主党推薦の中島達郎、日本共産党推薦の斎藤重一の3人を破り、当選。知事就任に伴い、前知事の佐々木喜久治が務めていた秋田経済法科大学理事長に就任。2000年、佐々木満元総務庁長官に理事長職を一旦は譲ったが、佐々木の退任に伴い復帰。後に秋田経済法科大学長の稲田俊信に理事長職を兼任させた。秋田県議会では自民党が第一党であり、非自民で当選した寺田はしばしば議会運営に苦慮した。2001年の秋田県知事選挙では、自民・公明・保守3党が推薦する村岡兼幸（村岡兼造元内閣官房長官の長男、前衆議院議員・村岡敏英の兄）らを大差で破り、再選。2005年の秋田県知事選挙では、前羽後町長の佐藤正一郎(のち、秋田県議)ら新人3人が共に寺田知事のトップダウン的な手法や秋田空港ターミナルビルの接待問題、市町村合併への対応、多選、県庁・県警・県教職員へのワークシェアリング・賃金カット、人件費削減等、8年間の寺田県政を批判して立候補したが、寺田が次点の佐藤に約10万票の大差をつけ、3選を果たした。2007年から2009年までは北海道東北知事会会長兼全国知事会副会長（北海道・東北ブロック）を務めた。2009年の秋田県知事選挙には出馬せず、知事を退任（後任は元秋田市長の佐竹敬久）。
2010年、第22回参議院議員通常選挙にみんなの党公認で比例区から出馬し、当選した。当選後、みんなの党政策調査会副会長に就任。
2013年8月8日、参議院消費者問題に関する特別委員長に就任。同年12月9日、みんなの党に離党届を提出。離党届を提出する当日の午前には秋田県庁で記者会見し、離党後は江田憲司らが結成する新党に参加する方針を示した。12月18日、結いの党の結党に参加し、党副代表に就任した。日本維新の会との合流に向けた新党設立準備会に尽力。
2014年9月、結いの党と日本維新の会が合流してできた維新の党結党に参加。党参議院議員会長代行に就任。
2016年3月、無所属議員のまま民進党会派に参加。6月に第24回参議院議員通常選挙には出馬せず引退することを表明。
2017年4月9日に投開票が行われた秋田県知事選に無所属で出馬したが、公明・社民・自民県連から支持を受けた現職の佐竹敬久に敗れ、落選した。

## 政策・主張
- 自身の政治理念として、以下の2点を挙げている[7]。
  - 子どもの世代に責任を
  - グローバル時代の国家戦略
- 選択的夫婦別姓制度の導入に賛成[8]。

## 人物
- 身長172センチメートル。体重64キログラム。血液型はAB[9]。
- 趣味は登山、スキー、写真、ウォーキング[9]。

## 親族
- 先祖・小原六兵衛（六兵衛を襲名する家）
- 実父・小原徹二（六兵衛こと太郎の弟。大川西根の嶋村の傍系）
  - 秋田振興建設会長。
- 義父・寺田栄四郎
  - 元秋田県議会議員。
- 兄・小原陽太郎
  - 秋田振興建設元社長
- 兄・小原将司郎
  - 秋田振興建設社長。
- 長男・寺田創
  - 1996年の第41回衆議院議員総選挙に新進党公認で秋田県第3区から出馬したが、村岡兼造に敗れた。2019年現在、テラセキ代表取締役。
- 次男・寺田学
  - 2003年の第43回衆議院議員総選挙に民主党公認で秋田県第1区から出馬し、現在衆議院議員6期目。内閣総理大臣補佐官（菅内閣・野田内閣）を務めた。2012年の第46回衆議院議員総選挙で落選し、2013年に秋田市長選挙に出馬したが現職の穂積志に敗れた。2014年の第47回衆議院議員総選挙で比例復活して国政復帰。
- 義娘・寺田静（旧姓・江上）[10]
  - 学・典城の元第一秘書[11]。2019年、第25回参議院議員通常選挙に初当選。